# Баланнинка
Баланнинка — река в России, протекает по Муслюмовскому району Татарстана. Левый приток Ика.
Длина реки составляет 12,5 км. Площадь водосборного бассейна — 60,5 км². Направление течения — северо-восточное. Впадает в Ик в селе Большой Чекмак. На реке также расположено село Баланны.

## Данные водного реестра
По данным государственного водного реестра России относится к Камскому бассейновому округу, водохозяйственный участок реки — Ик от истока и до устья, речной подбассейн реки — бассейны притоков Камы до впадения Белой. Речной бассейн реки — Кама.
Код объекта в государственном водном реестре — 10010101312111100028602.